# Астрал (серія фільмів)
«Астрал» (англ. Insidious) — серія американських фільмів жахів, створених Лі Воннеллом та Джеймсом Ваном. Серед фільмів франшизи: «Астрал» (2010), «Астрал. Частина 2» (2013), «Астрал. Частина 3» (2015), «Астрал: Останній ключ» (2018) та «Астрал. Червоні двері» (2023). Фільми зібрали в прокаті понад 702 мільйони доларів в усьому світі із загальним бюджетом у 42,5 мільйонів доларів.
Режисером перших двох фільмів був Ван, третього — Воннелл (який також був сценаристом усіх п'яти фільмів), четверту частину режисував Адам Робітель, п'яту — Патрік Вілсон (фільми відзначили відповідні режисерські дебюти Ваннелла і Вілсон). Заплановано, що режисером першого спін-оффу та шостої частини буде Джеремі Слейтер. FilmDistrict випустив перший і другий фільми, тоді як Focus Features, Universal Pictures, Sony Pictures Releasing займалися третім, четвертим і п'ятим, відповідно.
Перші два фільми зосереджені на життя подружжя, яке після того, як їхній син таємничим чином потрапляє в коматозний стан і стає вмістилищем для привидів у астральному плані, постійно переслідують демони із забороненого царства, відомого як Далі, доки вони не заберуть у сім'ї те, що вони найбільше хочуть: життя. Подружжя найняло групу дослідників паранормальних явищ, щоб допомогти повернути їх сина.
Третій фільм, приквел, зосереджується на тому самому екстрасенсі, який допоміг родині. Цього разу вона приходить на допомогу молодій дівчині, яка кличе мертвих. Четвертий фільм розповідає вже про переслідування її власної сім'ї.
У п'ятому фільмі розповідається про те, як їхній син Далтон вступає до коледжу, але його там переслідує його минуле. Сюжети перших чотирьох фільмів зображені як матеріали справ демонологів і зосереджуються на людях, які мимоволі вступають у контакт із демонічним світом, а п'ятий зосереджується на підліткові Далтоні, який навчається в коледжі, і його переслідує історії свого минулого.

## Фільми
| Назва                 | Дата випуску в США | Режисер         | Сценарист       | Сценарист               | Продюсери                                        | Статус                |
| Назва                 | Дата випуску в США | Режисер         | Автор сценарію  | Автор історії           | Продюсери                                        | Статус                |
| --------------------- | ------------------ | --------------- | --------------- | ----------------------- | ------------------------------------------------ | --------------------- |
| Астрал                | 1 квітня 2011      | Джеймс Ван      | Лі Воннелл      | Лі Воннелл              | Орен Пелі, Джейсон Блум і Стівен Шнайдер         | Вийшли                |
| Астрал. Частина 2     | 13 вересня 2013    | Джеймс Ван      | Лі Воннелл      | Джеймс Ван і Лі Воннелл | Орен Пелі та Джейсон Блум                        | Вийшли                |
| Астрал: Частина 3     | 5 червня 2015      | Лі Воннелл      | Лі Воннелл      | Лі Воннелл              | Орен Пелі, Джеймс Ван і Джейсон Блум             | Вийшли                |
| Астрал: Останній ключ | 5 січня 2018       | Адам Робітель   | Лі Воннелл      | Лі Воннелл              | Орен Пелі, Джеймс Ван, Джейсон Блум і Лі Воннелл | Вийшли                |
| Астрал: Червоні двері | 7 липня 2023       | Патрік Вілсон   | Скотт Тімс      | Лі Воннелл і Скотт Тімс | Орен Пелі, Джеймс Ван, Джейсон Блум і Лі Воннелл | Вийшли                |
| Тема: Підступна казка | 21 серпня 2026     | Джеремі Слейтер | Джеремі Слейтер | Джеремі Слейтер         | Джеймс Ван, Майкл Клір і Джейсон Блум            | Попереднє виробництво |

### Астрал(2010)
Астрал зняли режисер Джеймс Ван, сценарист Лі Воннелл. У головних ролях знялися Патрік Вілсон, Роуз Бірн та Барбара Герші. У центрі сюжету — пара, син якої незрозумілим чином впадає в коматозний стан і стає вмістилищем для привидів у астральному плані. Світова прем'єра фільму відбулася 14 вересня 2010 року на Міжнародному кінофестивалі в Торонто (TIFF) і вийшла в кінотеатрах 1 квітня 2011 року, зокрема, у FilmDistrict. Успіх фільму призвів до того, що він був використаний як джерело натхнення для створення Астралу в фільмах Universal Horror Nights 2013, 2015 та 2017 років.

### Астрал: Частина 2(2013)
Астрал: Частина 2 також зрежисував Ван за сценарієм Воннелла. У фільмі зіграли Вілсон та Бірн, які повторюють свої ролі Джоша та Ренай Ламбертів, чоловіка та дружину, які прагнуть розкрити таємницю, через яку вони небезпечно пов'язані зі світом привидів. Фільм вийшов на екрани 13 вересня 2013 року. Це був касовий успіх. Вдалося зібрати понад 161 мільйонів доларів в усьому світі, попри неоднозначні відгуки критиків.

### Астрал: Частина3(2015)
Астрал: Частина 3 — третій фільм серії, сценаристом і режисером якого став Воннелл. Фільм є приквелом до подій про появу привидів у родині Ламбертів у перших двох фільмах. Головні ролі зіграли Стефані Скотт, Дермот Малруні, Лін Шей та сам Воннелл. Сюжет розповідає про дівчину Квін, яку переслідує привид після того, як вона намагалася викликати свою померлу матір Ліліт. Фільм вийшов у прокат 5 червня 2015 року.

### Астрал: Останній ключ(2018)
Астрал: Останній ключ є четвертим фільмом серії, хронологічно дія якого розгортається між третьою та першою частиною. Лін Шей повторює свою роль Еліз Реньє разом зі Спенсером Локком, Кейтлін Джерард, Брюсом Девісоном. Сюжет зосереджує увагу на діях привидів Реньє, після того як молода Еліза відкрила заборонені червоні двері та мимоволі дозволила надзвичайно небезпечному привиду, відомому як Ключовий демон, увійти у світ людей. Фільм, знятий режисером Адамом Робітелем і сценаристом Воннелла, вийшов 5 січня 2018 року.

Офіційний постер до фільму "Астрал: Червоні двері"

### Астрал: Червоні двері(2023)
Астрал: Червоні двері є п'ятим фільмом у серії та є прямим продовженням Астрал: Частина 2 . Фільм є режисерським дебютом Патріка Вілсона, оснований на оригінальному оповіданні Лі Воннелла. Сюжет зосереджується навколо вже дорослого Далтона Ламберта та його стосунків із батьком, причому їм обидвом доводиться розкривати своє пригнічене минуле. Вілсон, Тай Сімпкінс, Ендрю Астор, Роуз Бірн, Воннелл, Ангус Семпсон та Лін Шей повторюють свої ролі з перших двох фільмів, а до акторського складу приєднується Сінклер Деніел. Фільм вийшов у прокат 7 липня 2023 року.

### Тема: Підступна історія(2026)
У січні 2022 року стало відомо, що новий фільм із франшизи під назвою Астрал перебуває в розробці. Хоча сюжет не був розкритий, Джеремі Слейтера найняли сценаристом і режисером його режисерського дебюту, а Джеймс Ван виступив як продюсер. У травні 2023 року було виявлено, що фільм буде спін-оффом основного серіалу та матиме назву Тема: Підступна казка. Менді Мур та Кумейл Нанджіані знімуться разом.

### Потенційний кросовер ізСіністером
У січні 2018 року під час інтерв'ю пресі для «Останнього ключа» Джейсон Блум заявив, що перехресний фільм «Астрал» і «Сіністер» раніше розроблявся під умовною назвою «Незграбний» . Він також сказав, що він особисто вірить, що у нього є потенціал для повторного входу в розвиток у майбутньому, заявивши, що «колись ми перетнемо наші світи… Ми спробуємо».

## Повторюваний акторський склад і персонажі
| Elise Rainier                             | Лін Шей                       | Лін Шей Lindsay SeimY          | Лін Шей             | Лін Шей Ава КолкерYХана ГейзY Ава КолкерYХана ГейзY | Лін Шей                        |                |                |
| Steven «Specs»                            | Лі Воннелл                    | Лі Воннелл                     | Лі Воннелл          | Лі Воннелл                                          | Лі Воннелл                     |                |                |
| Tucker                                    | Ангус Семпсон                 | Ангус Семпсон                  | Ангус Семпсон       | Ангус Семпсон                                       | Ангус Семпсон                  |                |                |
| Josh Lambert                              | Patrick Wilson Josh FeldmanYP | Patrick Wilson Garrett RyanYP  | Garrett RyanYP      | Patrick WilsonC                                     | Patrick Wilson Kasjan WilsonYP |                |                |
| Renai Lambert                             | Роуз Бірн                     | Роуз Бірн                      |                     | Роуз БірнC                                          | Роуз Бірн                      |                |                |
| Dalton Lambert                            | Ty Simpkins                   | Ty Simpkins                    |                     | Ty SimpkinsC                                        | Ty Simpkins                    |                |                |
| Loraine Lambert                           | Барбара Герші                 | Барбара Герші Jocelin DonahueY |                     | Барбара ГершіV                                      | Барбара ГершіP                 |                |                |
| Foster Lambert                            | Andrew Astor                  | Andrew Astor                   |                     |                                                     | Andrew Astor                   |                |                |
| Kali Lambert                              | Brynn Bowie & Madison Bowie   | Brynn Bowie & Madison Bowie    |                     |                                                     | Juliana Davies                 |                |                |
| Carl                                      |                               | Steve Coulter Hank HarrisY     | Steve Coulter       |                                                     | Steve Coulter                  |                |                |
| Quinn Brenner                             |                               |                                | Stefanie Scott      |                                                     |                                |                |                |
| Sean Brenner                              |                               |                                | Дермот Малруні      |                                                     |                                |                |                |
| Alex Brenner                              |                               |                                | Tate Berney         |                                                     |                                |                |                |
| Lily Brenner                              |                               |                                | Ele Keats           |                                                     |                                |                |                |
| Melissa Rainier                           |                               |                                |                     | Spencer Locke                                       |                                |                |                |
| Imogen Rainier                            |                               |                                |                     | Caitlin Gerard                                      |                                |                |                |
| Christian Rainier                         |                               |                                |                     | Bruce Davison Pierce PopeY Thomas RobieT            |                                |                |                |
| Chris Winslow                             |                               |                                |                     |                                                     | Sinclair Daniel                |                |                |
| Nick the Dick                             |                               |                                |                     |                                                     | Peter Dager                    |                |                |
| Professor Armagan                         |                               |                                |                     |                                                     | Хіам Аббасс                    |                |                |
| Alec Anderson                             |                               |                                |                     |                                                     | Justin Sturgis                 |                |                |
| Insidious entities                        |                               |                                |                     |                                                     |                                |                |                |
| Parker «Marilyn» Crane The Bride in Black | Philip Friedman               | Tom Fitzpatrick Tyler GriffinY | Tom Fitzpatrick     |                                                     | Tom FitzpatrickA               |                |                |
| Lipstick-Face Demon                       | Joseph Bishara                |                                | Joseph Bishara      | Joseph Bishara                                      | Joseph Bishara                 | Joseph Bishara | Joseph Bishara |
| Long Haired Fiend                         | Джей Лароуз                   | Джей Лароуз                    |                     |                                                     |                                |                |                |
| Michelle Crane The Woman in White         |                               | Danielle Bisutti               |                     |                                                     |                                |                |                |
| The Man Who Can't Breathe                 |                               |                                | Micheal Reid MacKay |                                                     |                                |                |                |
| KeyFace                                   |                               |                                |                     | Javier Botet                                        |                                |                |                |

## Додаткова команда та деталі виробництва
| Фільм                 | Команда / деталі | Команда / деталі                | Команда / деталі         | Команда / деталі                                                                                             | Команда / деталі          | Команда / деталі | Команда / деталі |
| Фільм                 | Композитор       | Кінооператор(и)                 | Редактор(и)              | Виробничі компанії                                                                                           | Дистриб'юторська компанія | Тривалість       |                  |
| --------------------- | ---------------- | ------------------------------- | ------------------------ | --- | ------------------------- | ---------------- | ---------------- |
| Астрал                | Джозеф Бішара    | Девід М. Брюер Джон Р. Леонетті | Джеймс Ван Кірк М. Моррі | IM Global FilmDistrict Stage 6 Films Alliance Films Blumhouse Productions James Wan Films                    | FilmDistrict              | 102 хв           |                  |
| Астрал. Частина 2     | Джозеф Бішара    | Джон Р. Леонетті                | Кірк М. Моррі            | FilmDistrict Stage 6 Films Фільми Джеймса Вана Entertainment One Oren Peli Productions Blumhouse Productions | FilmDistrict              | 105 хв           |                  |
| Астрал: Частина 3     | Джозеф Бішара    | Браян Пірсон                    | Тімоті Алверсон          | Етап 6 Фільми Focus Features Entertainment One Blumhouse Productions                                         | Focus Features            | 97 хв            |                  |
| Астрал: Останній ключ | Джозеф Бішара    | Тобі Олівер                     | Тімоті Алверсон          | Етап 6 Фільми Universal Pictures Blumhouse Productions                                                       | Universal Pictures        | 103 хв           |                  |
| Астрал: Червоні двері | Джозеф Бішара    | Аутумн Ікін                     | Дерек Амбросі            | Screen Gems Stage 6 Films Blumhouse Productions                                                              | Sony Pictures Releasing   | 107 хв           |                  |

## Реакція

### Касові збори
| Астрал                                                                                    | 1 квітня 2011   | $54,009,150  | $46,097,304  | $100,106,454 | $1.5 млн.  | [ 15 ] |
| Астрал. Частина 2                                                                         | 13 вересня 2013 | $83,586,447  | $78,332,871  | $161,919,318 | $5 млн.    | [ 16 ] |
| Астрал. Частина 3                                                                         | 5 червня 2015   | $52,218,558  | $60,765,331  | $112,983,889 | $10 млн.   | [ 17 ] |
| Астрал: Останній ключ                                                                     | 5 січня 2018    | $67,745,330  | $100,140,258 | $167,885,588 | $10 млн.   | [ 18 ] |
| Астрал: Червоні двері                                                                     | 7 липня 2023    | $40,006,911  | $31,686,534  | $71,693,445  | $16 млн.   | [ 19 ] |
| Разом                                                                                     | Разом           | $297 566 396 | $317 022 298 | $614 588 694 | $42.5 млн. |        |
| List indicator(s) - Темно-сіра клітинка означає, що така інформація про фільм недоступна. |                 |              |              |              |            |        |

### Критичний і громадський відгук
| плівка                | Rotten Tomatoes     | Metacritic       | CinemaScore |
| --------------------- | ------------------- | ---------------- | ----------- |
| Астрал                | 66 % (177 відгуків) | 52 (30 відгуків) | Б           |
| Астрал. Частина 2     | 39 % (132 відгуки)  | 40 (30 відгуків) | B+          |
| Астрал. Частина 3     | 57 % (130 відгуків) | 52 (26 відгуків) | B+          |
| Астрал: Останній ключ | 33 % (113 відгуків) | 49 (23 відгуки)  | B-          |
| Астрал: Червоні двері | 37 % (79 відгуків)  | 44 (22 відгуки)  | C+          |